# Dinizia jueirana-facao

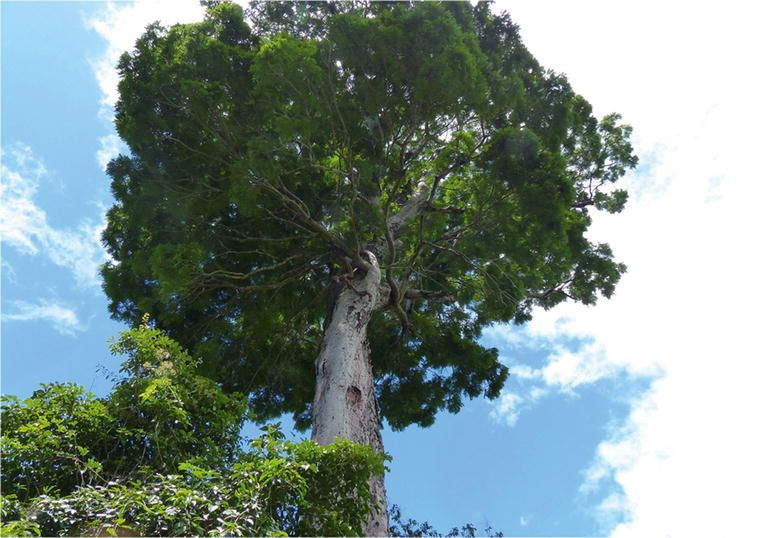
Dinizia jueirana-facao in der Reserva Natural Vale, Linhares, Espírito Santo, Brasilien (2017)

Dinizia jueirana-facao ist eine Baumart in der Familie der Hülsenfrüchtler aus der Unterfamilie der Mimosengewächse. Die Art wurde erst 2017 entdeckt und neu beschrieben. Sie ist nur von zwei Standorten im atlantischen Regenwald im Südosten Brasiliens bekannt und gilt, unmittelbar nach der Entdeckung, bereits als vom Aussterben bedroht.

## Merkmale

### Vegetative Merkmale
Dinizia jueirana-facao ist eine Waldbaumart mit Wuchshöhen von 19 bis 40 Meter, bei Brusthöhendurchmesser bis 1,56 m. Alte Bäume besitzen Kronendurchmesser von 10 bis 20 Meter, der Stamm verzweigt erst in einer Höhe von 10 bis 22 Meter, er bildet keine Brettwurzeln aus. Die Borke ist grau-braun und löst sich in groben, plattenartigen Schuppen, die Pflanze führt einen klaren Milchsaft.
Die Laubblätter sind wechselständig bis spiralig angeordnet. Sie sind zweifach gefiedert mit einer Gesamtlänge von 35 bis 96 Zentimeter (selten etwas weniger), unter Einschluss des 5,5 bis 10 Zentimeter langen Blattstiels. Die Blätter sind drüsenlos und ohne Nebenblätter. Der Blattstiel und die -spindel (Rhachis) sind oberseits gefurcht. Es sind etwa 15 bis 19 Fiedern erster Ordnung vorhanden, die wechselständig bis beinahe gegenständig an der Blattspindel ansitzen, deren Größe zur Blattbasis und zur -spitze hin abnimmt. Diese sind jeweils in ca. 15 bis 23 sitzende Blättchen gegliedert, diese sind rhombisch geformt und dabei asymmetrisch, mit der distalen Seite breiter, etwas ledrig und kahl.

### Generative Merkmale
Der endständige Blütenstand ist eine große, aufrechte, vielblütige und dichte Traube, die oft zu zweien bis mehreren auf einem gemeinsamen, verholzten und langen, behaarten Stiel sitzen und markant aus der Belaubung herausragen. Die rostbraune Farbe des Stiels kontrastiert dabei zur hellen Blütenfarbe. Die einzelnen Trauben erreichen ca. 28 bis 35 Zentimeter Länge bei 3 bis 4,5 Zentimeter Breite und tragen jeweils Hunderte von Einzelblüten. Die meistens zwittrigen Blüten mit doppelter Blütenhülle sind leuchtend gelb gefärbt. Es können auch wenige funktionell männliche Blüten vorkommen. Sie sind 8,5 bis 10 Millimeter lang. Der glockenförmige, etwas ledrige Kelch trägt fünf kurze und spitze Kelchzipfel und ist filzig behaart. Die freien, etwas dachigen Kronblätter sitzen am Rand des schalenartigen, kleinen Blütenbechers, sie sind 5,5 bis 7 Millimeter lang bei 3 bis 3,5 Millimeter Breite. Die etwas zurückgeschlagenen, bewimperten Kronblätter sind auf der Innenseite kahl und außen mit einer weiß gefärbten Behaarung bedeckt. Die zehn freien und langen Staubblätter sind in zwei Kreisen angeordnet. Der mittelständige, kurz gestielte und längliche, behaarte Fruchtknoten trägt einen kurzen Griffel mit einer röhrigen Narbe. Es ist ein Diskus vorhanden.
Die leicht säbel- bis sichelförmigen, glatten, kahlen, recht breiten Hülsenfrüchte mit verdickten Nähten verholzen. Sie sind unreif gelblich, reif dunkelbraun bis schwarz gefärbt und erreichen 40 bis 46 Zentimeter Länge. Sie enthalten 13–15 harte, schwarze und 2,5–3 Zentimeter große Samen ohne Pleurogram.
Blütezeit und Zeit der Fruchtreife sind bei dieser Art kaum bekannt und möglicherweise unregelmäßig. Blühende Bäume wurden bisher im Juli und Oktober registriert.
Dinizia jueirana-facao unterscheidet sich von ihrer viel weiter verbreiteten Schwesterart, der größeren Dinizia excelsa unter anderem durch die höhere Anzahl der Blättchen der Laubblätter, den merklich längeren Blütenstand, die größeren Einzelblüten und die längeren, bei Reife verholzenden Früchte. Auch der Pollen ist anders, er ist hier in Monaden entwickelt, im Gegensatz zu Tetraden bei Dinizia excelsa. Die Blüten sind hier auch meistens zwittrig, während sie in der Schwesterart mehrheitlich funktionell männlich sind. Auch öffnen sich die Früchte und die etwa mehr Samen sind einiges größer.

## Verbreitung und Standort
Die Art ist nur an zwei Wuchsorten bekannt, die beide im Bundesstaat Espírito Santo im Südosten Brasiliens liegen. Das Verbreitungsgebiet liegt weitab der bekannten Verbreitung der Schwesterart Dinizia excelsa und ist von diesem über mehrere Hundert Kilometer getrennt. Ein Wuchsort liegt innerhalb des Schutzgebiets Vale in Linhares im Norden des Bundesstaats, der andere nahe benachbart außerhalb davon, bei dem Weiler Santa Luzia Sooretama. Der Baum gehört zur herrschenden Baumschicht oder ragt noch über diese hinaus. Es handelt sich um laubwerfenden atlantischen Regenwald, der einstmals entlang der brasilianischen Atlantikküste weit verbreitet war, heute aber stark gefährdet und auf Reliktbestände, meist in Schutzgebieten, zusammengeschmolzen ist.
Das Vorkommen innerhalb des Schutzgebiets besteht aus nur 12 Bäumen, die in ein Waldgebiet von 43 Hektar Größe eingestreut sind. Der Bestand außerhalb ist ebenso klein. Damit sind weniger als 25 einzelne mature Baumindividuen dieser neuen Art bekannt. Nach den Kriterien der IUCN muss die Art damit als unmittelbar vom Aussterben bedroht (critically endangered) eingestuft werden. Das Schutzgebiet mit einem Waldgebiet von insgesamt etwa 22.000 Hektar besitzt den größten verbliebenen Bestand des atlantischen Regenwalds Brasiliens.
Das Gelände innerhalb des Schutzgebiets, in dem der Baum vorkommt, befindet sich im Eigentum des Bergbaukonzerns Vale und ist daher langfristig ebenfalls bedroht, da bekanntermaßen in Brasilien auch Schutzgebiete auf Drängen einflussreicher wirtschaftlicher Interessenten wieder aufgehoben werden könnten.